# Колетт
Колетт (фр. Sidonie Gabrielle Colette, нар. 28 січня 1873, Сен-Совер-ан-Пюїзе, Йонна — пом. 3 серпня 1954, Париж) — французька письменниця, одна з зірок Прекрасної епохи, також відома як мім, акторка та журналістка. Номінантка Нобелівської премії з літератури в 1948. Удостоєна місця на Поверсі спадщини.
Багато з романів письменниці, починаючи з 1913 року були екранізовані. Серед режисерів, що зверталися до її книг: Марк Аллегре, Макс Офюльс, Марсель Л'Ерб'є, Роберто Росселліні, Едуард Молінаро, Клод Отан-Лара, Жак Демі, Кароліна Юппер. П'єса за романом «Жіжі» (1951, у головній ролі — Одрі Гепберн) мала довготривалий успіх на Бродвеї, так само як і поставлений Вінсентом Мінеллі мюзикл з Морісом Шевальє, Луї Журданом та Леслі Керон (1958, отримав дев'ять Оскарів). Чергову екранізацію її роману «Шері» за участю Мішель Пфайффер та Руперта Френді зняв Стівен Фрірз у 2009 році.
Похована на кладовищі Пер-Лашез.

## Особисте життя
Колетт була бісексуальна. Вона мала численні стосунки з жінками, зокрема з такими відомими особистостями, як Наталі Барні та Матильда де Морні. Її бісексуальність була значною частиною її життя та відображається в її творах, які досліджували жіночий досвід та сексуальність.

## У мистецтві
Фільм «Колетт» — байопік 2018 року.